# Serralada Clwyd

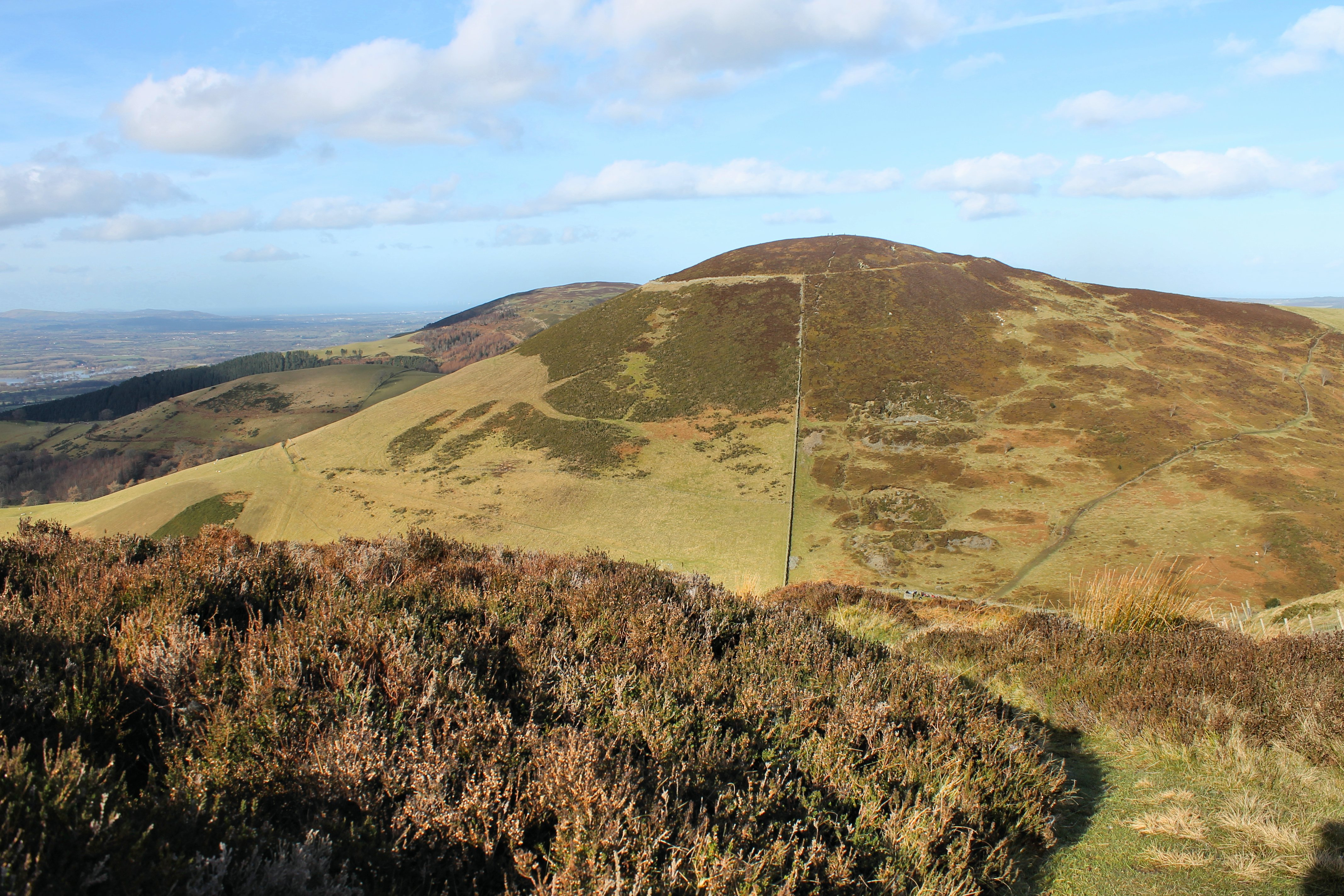
Moel Arthur, un dels turons antigament fortificats de la serralada Clwyd, vist des de Moel Llys-y-Coed

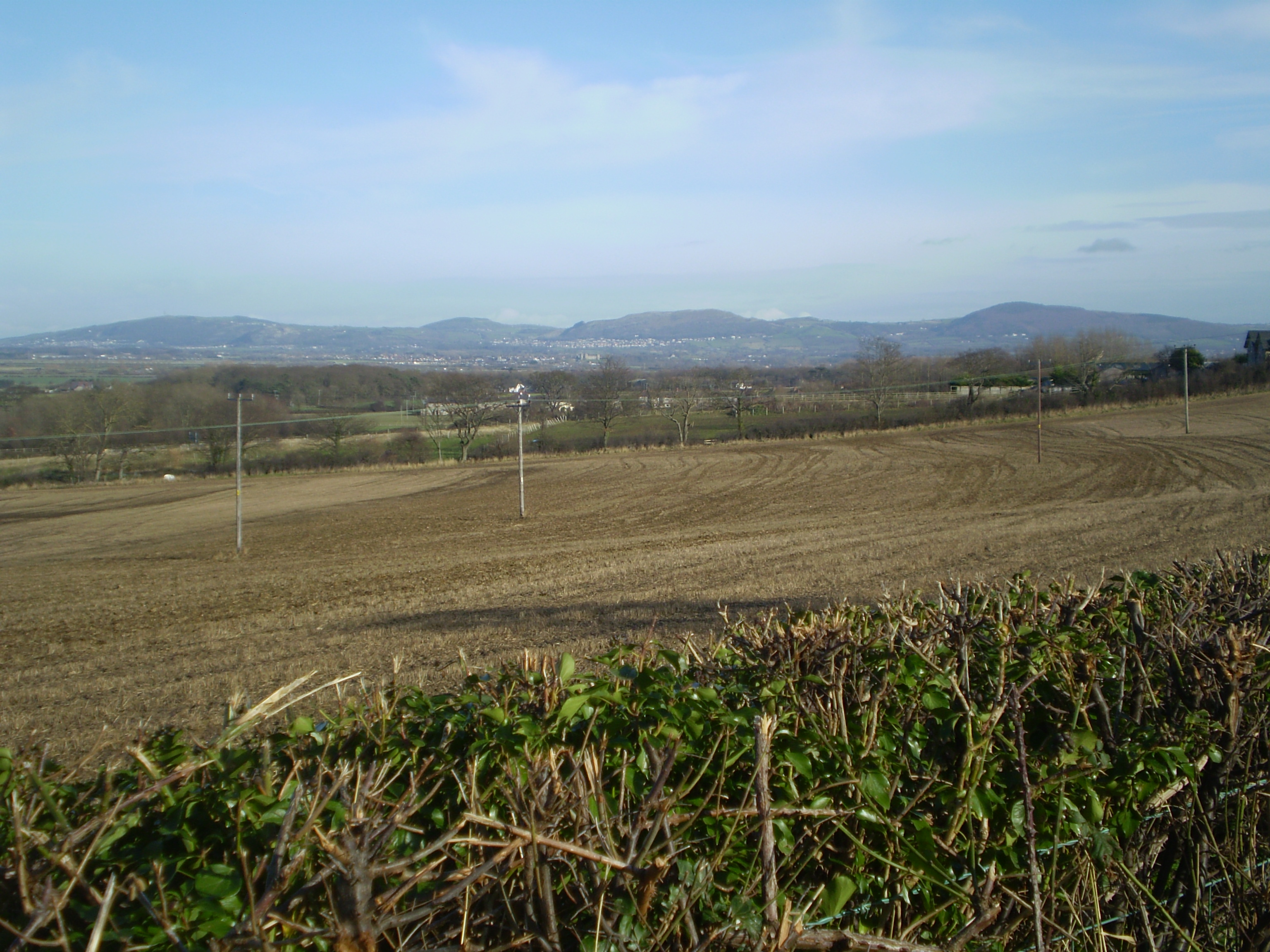
Serralada Clwyd vista des d'Abergele, mostrant d'esquerra a dreta: el vessant de Prestatyn, els turons Gop, Moel Hiraddug i Mynydd y Cwm

La serralada Clwyd (gal·lès: Bryniau Clwyd, anglès: Clwydian Range) és una sèrie de turons i muntanyes al nord-est de Gal·les que s'estén des de Llandegla al sud fins a Prestatyn al nord, i el seu punt més alt és el popular Moel Famau. La serralada està reconeguda com a Àrea de Bellesa Natural Excepcional (en anglès: AONB, Area of Outstanding Natural Beauty). L'Àrea es va ampliar per incloure la vall del Dee al voltant de Llangollen, incorporant així la muntanya Llantysilio, el Pas de la Ferradura i el Castell Dinas Bran, estenent l'àrea a 389 quilòmetres quadrats. El punt més alt de l'AONB és Moel y Gamelin amb 577 metres.

## Geologia
El turons de Clwyd es van formar d'un bloc de pedres sorrenques, fangolites i limolites del Silurià. Les roques de la serralada tenen una gran incidència de falles; la gran falla de la Vall de Clwyd és la responsable de l'impressionant cinglera que conforma la cara oest de la serralada Clwyd. Crea un enfonsament de la roca a l'oest i separa les roques més recents del Carbonífer i del Permotriàssic de la Vall del Clwyd d'aquelles dels turons.

## Els turons
Els cims dels turons de la serralada Clwyd proporcionen vistes extenses a través de Gal·les del nord dels cims alts de Snowdonia; cap a l'est a través de la plana de Cheshire i el Peak District, i cap a Manchester i Liverpool a Anglaterra al nord-est. Tenen cims coberts de bruguerola sobre pastures ondulades. El sender de la Muralla d'Offa recorre la serralada des de Chirk fins a Prestatyn. A l'extrem sud-est de la serralada hi ha el bosc de Llandegla, una zona boscosa amb pistes per bicicleta de la muntanya.
A la serralada hi ha uns quants turons amb restes de fortificacions de l'Edat de Ferro, entre les quals hi ha (des del nord): Y Foel (Moel Hiraddug), Moel-y-gaer, Penycloddiau, Moel Arthur, un segon Moel y Gaer i Foel Fenlli. Hi ha, igual que en molts llocs de l'oest de la Gran Bretanya, unes quantes llegendes relacionades amb el Rei Artús que envolten aquests turons. Hi ha bastants túmuls i cairns en els turons.

## Àrea de Bellesa Natural Excepcional
La serralada Clwyd va ser reconeguda el 1985 com a Àrea de Bellesa Natural Excepcional (una de les cinc que hi ha a Gal·les). Els límits de l'àrea original -de 167 quilòmetres quadrats- es van ampliar cap al sud el 2011 amb uns 229 quilòmetres quadrats addicionals, per incloure la vall del Dee, les poblacions de Llangollen i Corwen, l'aqüeducte de Pontcysyllte, el castell de Chirk i l'abadia de Valle Crucis.

## Flora i fauna
En la serralada prospera una gran varietat de flora i fauna, incloent-hi el milà reial i la guineu roja, ambdues espècies depredadores de conills i talpons. Hi ha també una de les poques poblacions gal·leses de gall de cua forcada i hi ha un projecte per conservar la rata talpera, que està en decadència al Regne Unit. Un altre projecte està intentant eliminar la forana balsamina glandulífera, que ha envaït la zona de la vall de l'Alyn.

## Recreació
El sender del mur d'Offa ressegueix la serralada Clwyd, tot i que el mur d'Offa no tenia exactament el mateix recorregut. El sender de gran recorregut de Clwydian Way travessa la serralada Clwyd, i el sender del nord de Gal·les ressegueix el peu de l'escarpament entre Prestatyn i Dyserth.

## Cims
| #  | Cim                | Alçària (m) |
| -- | ------------------ | ----------- |
| 1  | Bryn Coed yr Esgob | 211         |
| 2  | Moel Hiraddug      | 265         |
| 3  | Mynydd y Cwm       | 300         |
| 4  | Moel Maenfa        | 290         |
| 5  | Moel y Parc        | 381         |
| 6  | Penycloddiau       | 440         |
| 7  | Moel Plas-yw       | 420         |
| 8  | Moel Arthur        | 456         |
| 9  | Moel Llys-y-coed   | 465         |
| 10 | Moel Dywyll        | 475         |
| 11 | Moel Famau         | 554         |
| 12 | Moel y Gaer        | 339         |
| 13 | Moel Fenlli        | 511         |
| 14 | Moel Eithinen      | 434         |
| 15 | Gyrn               | 384         |
| 16 | Moel Gyw           | 467         |
| 17 | Moel Llanfair      | 447         |
| 18 | Moel y Plâs        | 440         |
| 19 | Moel y Gelli       | 361         |
| 20 | Moel y Waun        | 412         |
| 21 | Moel yr Acre       | 400         |